# Centro de Literaturas e Culturas Lusófonas e Europeias
O Centro de Literaturas e Culturas Lusófonas e Europeias da Faculdade de Letras da Universidade de Lisboa (CLEPUL) é uma unidade de investigação (I&D) da Universidade de Lisboa, sediada na Faculdade de Letras. O CLEPUL foi fundado por Jacinto do Prado Coelho na sequência da Revolução dos Cravos, na altura com o nome Centro de Literaturas de Expressão Portuguesa das Universidades de Lisboa. O seu propósito é a promoção e pesquisa sobre o universo das literaturas e expressões culturais dos países lusófonos.
O CLEPUL é hoje um dos maiores centros de investigação em Portugal, com mais de 500 investigadores, e o que possui o maior número de jovens investigadores com projetos e cargos de responsabilidade.
O CLEPUL faz parte, através de protocolos, de uma rede institucional de cooperação de pesquisa em diversas áreas das Ciências Literárias e da História da Cultura, que abrange instituições ao nível nacional, como em Lisboa, no Porto, no Algarve, e nas Ilhas Atlânticas, nomeadamente a Madeira, e ao nível internacional, como na Austrália e no Canadá, mantendo relações privilegiadas com os países lusófonos, em particular com o Brasil, Angola, Moçambique, Cabo Verde, São Tomé e Príncipe, e Guiné.
O CLEPUL edita atualmente 6 periódicos, de forma a disseminar os resultados dos seus trabalhos de pesquisa científica: a revista Letras Com Vida, onde são publicados inéditos e material exclusivo de autores e investigadores, fazendo parte do Movimento Letras com Vida, que inclui tertúlias literárias; a Revista Lusitana, uma publicação sobre tradições populares iniciada em 1887 por José Leite de Vasconcelos; a publicação online Machina Mundi; a revista de poesia e literatura Golpe d’asa; o anuário IberoSlavica, dedicado a estudos ibero-eslavos; e a revista Navegações, dedicada a estudos luso-brasileiros.
O ideário do CLEPUL é: Uma sociedade para se afirmar precisa de um projeto consistente de cultura e de ciência - Manuel Antunes

## História institucional
O CLEPUL é uma das unidades de investigação portuguesas mais antigas dedicadas aos estudos literários, com a idade da Democracia em Portugal. Foi fundado em 1975 por Jacinto do Prado Coelho. Está integrado, desde 2010, na Faculdade de Letras da Universidade de Lisboa, e é financiado pela Fundação para a Ciência e a Tecnologia (FCT), antes Junta Nacional de Investigação Científica (JNICT). É o primeiro centro nacional liderado por um Investigador (do Programa “Ciência” 2008), José Eduardo Franco, desde 2012.
Desde a sua fundação, o CLEPUL foi pioneiro na investigação das literaturas lusófonas, contribuindo para a sua integração na academia portuguesa como área de especialização. Também inovador foi o modo como conjugou a tradição de estudos filológicos e a novidade das propostas estruturalistas e da sociologia da leitura.
Os projetos iniciais corresponderam ao estudo das diferentes literaturas de Língua Portuguesa, como a literatura portuguesa, com destaque para os estudos camilianos, bem como as Literaturas Africanas e Literatura Brasileira), e da problemática da sociologia da leitura, num projeto dirigido por Jacinto do Prado Coelho.
A rota traçada pela fundação foi prosseguida pelas lideranças subsequentes (Fernando Cristóvão, Maria Lúcia Lepecki, Manuel Ferreira, Alberto Carvalho e Maria de Lourdes Ferraz), afirmando e reforçando o CLEPUL no espaço das unidades de I&D portuguesas.
No início do novo milénio, com a transformação das políticas culturais europeias, dos recursos tecnológicos e das perspetivas científicas, o CLEPUL, sob a direção de Annabela Rita, continuada até hoje por José Eduardo Franco, respondeu a novos desafios, transformando o seu horizonte de investigação: da Literatura às Artes, Ciências e Cultura em geral, da Lusofonia à Europa, da ensaística à sua articulação com a criação literária e artística, reposicionando a sua estratégia de política científica e cultural e a sua massa crítica.
A investigação iniciada na literatura portuguesa manteve-se, com destaque para Camilo Castelo Branco, Eça de Queirós e Padre António Vieira, entre outros grandes autores lusófonos, através da edição de fontes inéditas e de obras de referência, incluindo obras completas de grandes figuras da História da Cultura Portuguesa. Registou-se também uma expansão de diálogo de saberes entre as culturas lusófonas e europeias, de onde emergiram os estudos interartísticos (coordenados por Annabela Rita), os estudos do imaginário da cultura (coordenados por José Eduardo Franco), os estudos da interculturalidade do mundo ibérico e do mundo eslavo (coordenados por Béata Cieszynska), os estudos da didática da literatura, o trabalho sobre as literaturas e culturas orais e tradicionais, e a reflexão sobre o empreendedorismo, abordado como um dos motores de inovação da cultura portuguesa.
Em 2011, o CLEPUL alterou o seu nome para Centro de Literaturas e Culturas Lusófonas e Europeias mas manteve a sigla, de forma a representar a sua história e a sua nova realidade científica.

## Histórico de Diretores
- Jacinto do Prado Coelho
- Maria Lúcia Lepecki
- Manuel Ferreira
- Maria de Lourdes Ferraz
- Alberto Carvalho
- Annabela Rita
- José Eduardo Franco

## Investigação científica
Em 2014, o CLEPUL mobiliza 536 investigadores e 110 membros integrados, organizados em 7 Grupos de Investigação:
- Grupo de Investigação 1: Literatura e Cultura Portuguesas
- Grupo de Investigação 2: Culturas e Literaturas Africanas de Língua Portuguesa
- Grupo de Investigação 3: Multiculturalismo e Lusofonia
- Grupo de Investigação 4: Literatura e Cultura em InterArtes
- Grupo de Investigação 5: Interculturalidade Ibero-Eslava
- Grupo de Investigação 6: Brasil-Portugal: Cultura, Literatura e Memória
- Grupo de Investigação 7: Metamorfoses da Herança Cultural

Cada "grupo de investigação" tem o seu "polo" associado noutras universidades, incluindo no Brasil e em Angola, reunindo especialistas em Ciências Literárias, Linguística, História, História da Arte, Ciências Culturais, Teologia, Estudos Clássicos, Ciências de Arquivo, Direito, Antropologia e Sociologia, desenvolvendo pesquisas de fundo em arquivos internacionais, fazendo do CLEPUL a maior unidade de investigação (I&D) em Ciências Humanas e com o maior alcance interdisciplinar e geográfico na sua área. O CLEPUL também inclui 6 Laboratórios para testar novas metodologias e produtos (produtos digitais, bases de dados, paleografia, indústrias culturais, entre outros) e 11 Gabinetes para áreas específicas, como empreendedorismo, literatura e jornalismo, ou história, pensamento e cultura dos direitos humanos.
As atividades e projetos do CLEPUL dedicam-se a colmatar grandes lacunas nas Ciências Sociais e Humanas, ao disponibilizar ao público obras de referência de grande qualidade na sua área de especialização e obras completas de fontes pioneiras da cultura e literatura portuguesa e literatura lusófona, como por exemplo obras de Manuel Antunes, Mário Martins, Diogo de Teive e Fernão de Oliveira. Projetos recentes de grande envergadura concretizados pelo CLEPUL  incluem a Obra Completa do Padre António Vieira e a obra completa pombalina, que eram pedidas por estudiosos internacionais há vários séculos. Outros projetos de relevo incluem obras científicas premiadas e internacionalmente reconhecidas, como o Dicionário Temático da Lusofonia (2005), Jardins do Mundo (2008), e o Dicionário Histórico das Ordens e Instituições Afins em Portugal (2010).
No campo da ensaística, outras obras relevantes e distinguidas incluem O Mito de Portugal (2000), O Esplendor da Austeridade (2011), Arquivo Secreto do Vaticano, em 3 volumes (2011), e A Europa segundo Portugal (2012). No plano da criação literária, os membros do CLEPUL já foram igualmente distinguidos pelo seu trabalho, incluindoAna Paula Ribeiro Tavares, Ana Rocha, António Carlos Cortez, Ernesto Rodrigues, Fernando Cristóvão e Miguel Real.
Outros projetos de grande envergadura em curso no CLEPUL em 2014 incluem o Dicionário Enciclopédico da Madeira, o Dicionário dos Antis: A Cultura Portuguesa em Negativo, o Dicionário das Heresias, o Dicionário do Padre António Vieira e Portugal Segundo a Europa.

## Eventos e comunidade
Para além dos encontros, seminários e congressos científicos internacionais frequentemente promovidos pelo CLEPUL, como os recentes Concílio de Trento: Restaurar ou Inovar - 450 anos de  História  (2013), Surrealismo(s) em Portugal (2013), Colóquio Internacional Comemorativo 500 Anos d’ O Príncipe de Maquiavel (2013), a Homenagem a Padre António Vieira em Coimbra: Nos 350 Anos do Sermão de Santa Catarina (2013), e o I Simpósio Internacional História, Cultura e Ciência na/da Madeira, com o tema Que saber(es) para o Século XXI? (2014), outros eventos regulares incluem a Semana Ibero-Eslava de Intercâmbio Cultural (desde 2007) e as Jornadas Luso-Brasileira de Literatura para Crianças e Jovens (desde 2010), organizados na Faculdade de Letras da Universidade de Lisboa.
Como forma de ligação da atividade de investigação e disseminação de pesquisa no meio académico, o CLEPUL promove a formação de jovens investigadores através de seminários como o Círculo de Cipião – Academia de Jovens Investigadores e da integração de jovens investigadores nos seus projetos e em cargos diretivos.
O CLEPUL tem gerado dinâmicas e parecerias estratégicas com outras instituições na sociedade civil, como a Associação Internacional de Estudos Ibero-Eslavos – CompaRes o Instituto Europeu de Ciências da Cultura Padre Manuel Antunes, promovendo também a criação de uma banda de investigação para a recolha de poesia lusófona, Ai Deus i u é o Coro Vieira. Outras parcerias institucionais incluem a Sociedade Portuguesa de Autores, através do Movimento Letras Com Vida e das suas tertúlias, e a Amnistia Internacional, para o seu Gabinete de direitos humanos.